# Right Now (canción de Kostrok)
«Right Now» es la canción debut del grupo de disc jockeys españoles Kostrok, incluida en su EP homónimo. El sencillo alcanzó la posición número 36 en la lista de música, PROMUSICAE y la número 30 en la Lista de los 40 Principales. La canción cuenta con la colaboración del cantante Bearoid a.k.a. Dani Belenguer.

## Video musical
El 8 de abril de 2013, se lanzó un video promocional, con las letras de la canción, con una duración de cuatro minutos y seis segundos, en la cuenta oficial de Kostrok, en VEVO; en este podemos ver, unos originales diseños en formas geométricas intercaladas.
En junio, fue colgado en su canal oficial de VEVO y casi simultáneamente en YouTube, el vídeo oficial del tema, con una duración algo superior al video promocional, que actualmente cuenta ya con casi 200 000 visitas.

## Lista de canciones y formatos
| EP digital |                                 |          |  |
| N.º        | Título                          | Duración |  |
| 1.         | «Right Now» (Versión Original)  | 4:06     |  |
| 2.         | «Right Now» (Versión Extendida) |          |  |
| 3.         | «Right Now» (AL-P Remix)        |          |  |
| 4.         | «Right Now» (Yall Remix)        |          |  |
| 5.         | «Right Now» (Discodeine Remix)  |          |  |
| 6.         | «Right Now» (Yuksek Remix)      |          |  |